# Idiocera coloradica
Idiocera coloradica är en tvåvingeart som först beskrevs av Alexander 1920.  Idiocera coloradica ingår i släktet Idiocera och familjen småharkrankar. Inga underarter finns listade i Catalogue of Life.